# 高山铃江
高山铃江（1946年12月12日—）是一名日本前排球运动员。她在1968年夏季奥林匹克运动会中，参加了女子排球比赛并获得银牌。退役后担任教练，曾在土浦日本大学高等学校女子排球部执教。